# アレス・ロプライス

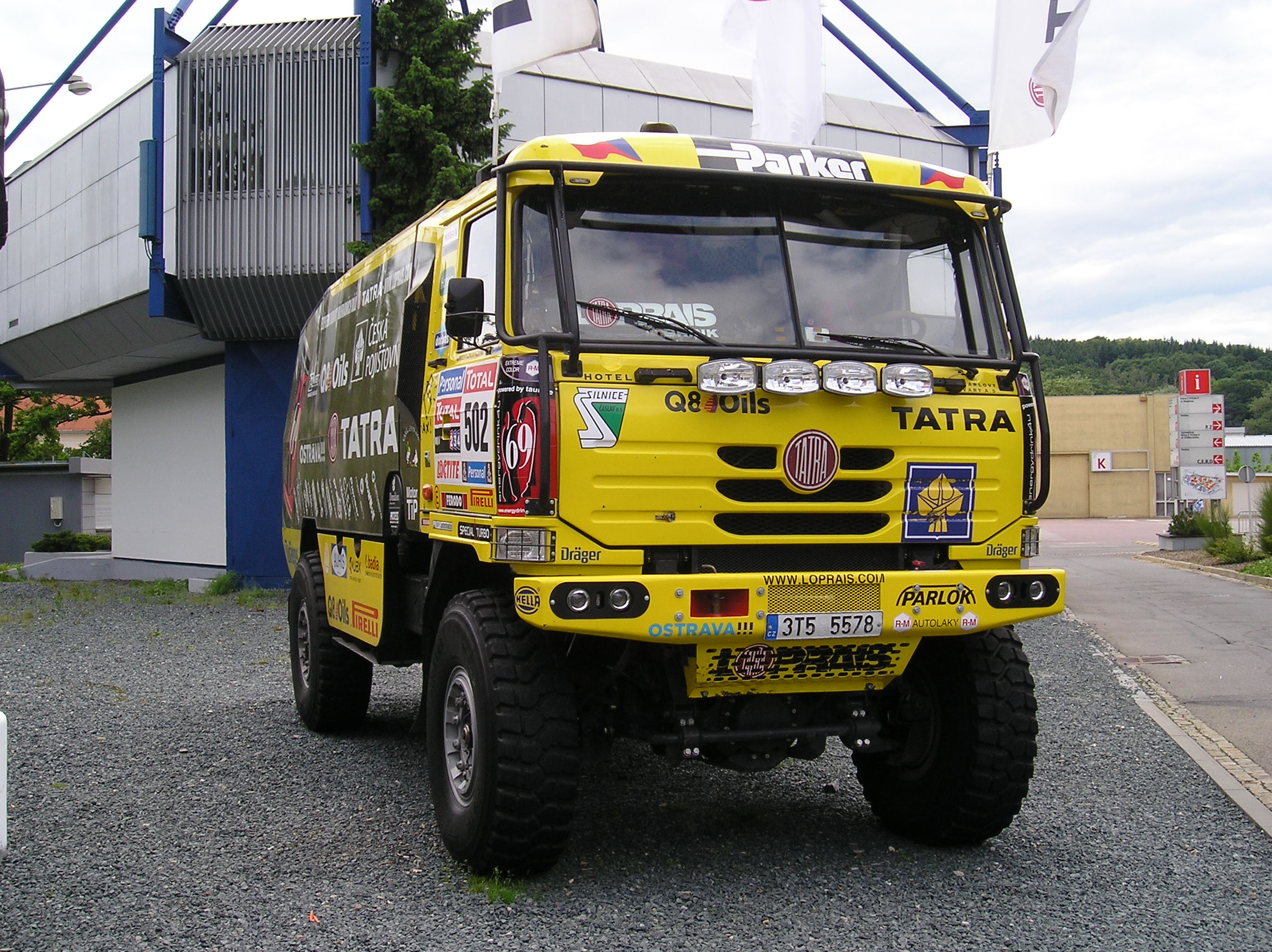
2010年にドライブしたタトラ

アレス・ロプライス（Aleš Loprais、1980年1月10日 - ）は、チェコのオフロードレーサー。ダカール・ラリーのレジェンドであるカレル・ロプライスの甥。

## 経歴
2006年に叔父カレルをナビとして、タトラをドライブしてダカール・ラリーに初参戦する。しかしカレルが身体を痛めたため、ステージ11で棄権となった。
翌2007年大会では初のステージ優勝を飾って総合3位表彰台を獲得した。これがアレスの2023年時点でのダカールの最高成績となっている。
2008年に中止となったダカールの代替イベント「セントラル・ヨーロッパ・ラリー」でも3位となった。またこの年ワールドカップの一戦として開催されたハンガリアン・バハで総合優勝している。
南米に移転した後のダカール・ラリーでもステージ勝利を重ねるが、2009～2012年の4年間連続で完走できない状況が続いた。2012年は総合2番手でジェラルド・デ・ルーイのイヴェコと一騎打ち状態になったが、クラッシュによりリタイアしている。
2011年にインスタフォレックス・ロプライスチームが結成され、シルクウェイ・ラリーでは地元のカマズ・マスターを破り総合優勝を果たした。
タトラは2014年に新型マシン「クイーン69」を投入するが、これがダカールの技術規則に適合していなかったため、2015年はVecaチームとバギーラ・レーシングの助けを得て急遽MANでの参戦となった。
2016年大会はチーム・ペトロナス・デ・ルーイ・イヴェコとのジョイントチームとなり、イヴェコ陣営の一員として参戦した。デ・ルーイは優勝を果たしたが、ロプライスはステージ5の山岳セクションで左前輪ベアリングの焼き付きによりリタイアに終わった。
2017～2019年はバギーラ・レーシングとのジョイントチームとなり、ダカール規定に適合したタトラ・クイーン69 リボーンをドライブした。
2020年にチェコの商用車・レーシングカーメーカーであるプラガから好条件のオファーを受けられ、プラガ・V4Sに乗り換えた。エンジンは1000馬力のイヴェコ製で、オートマチックトランスミッションを備えている。ナビはアラブ首長国連邦出身のハリド・アルケンディ、メカニックはチェコ人のペトル・ポコラが加わった。
2022年は表彰台を固めるカマズ勢の下で4位争いをしていた時に、ステアリングトラブルでリタイアした。
カマズのいなくなった2023年はステージ2から休息日過ぎまでの間首位を快走していたが、砂丘の死角にいた69歳のイタリア人客を死なせてしまう事故を起こしてしまった。ロプライスは轢いたことにすら気づいていなかったが、後から運営にビデオを見せられて知ったという。SNSに謝罪とともに「一生苛まれるだろう」という悲痛な想いを綴り、責任を取って棄権した。なおトラックの観光客との接触事故は、2019年にカマズのアンドレイ・カルギノフが起こして以来であった。

## 余談
- 誕生日が1月上旬なので、基本的にダカールのイベント中に誕生日を迎えている。2023年の死亡事故があった日も、ロプライスの誕生日であった[10]。